# Rathaus und Schule (Mussey)

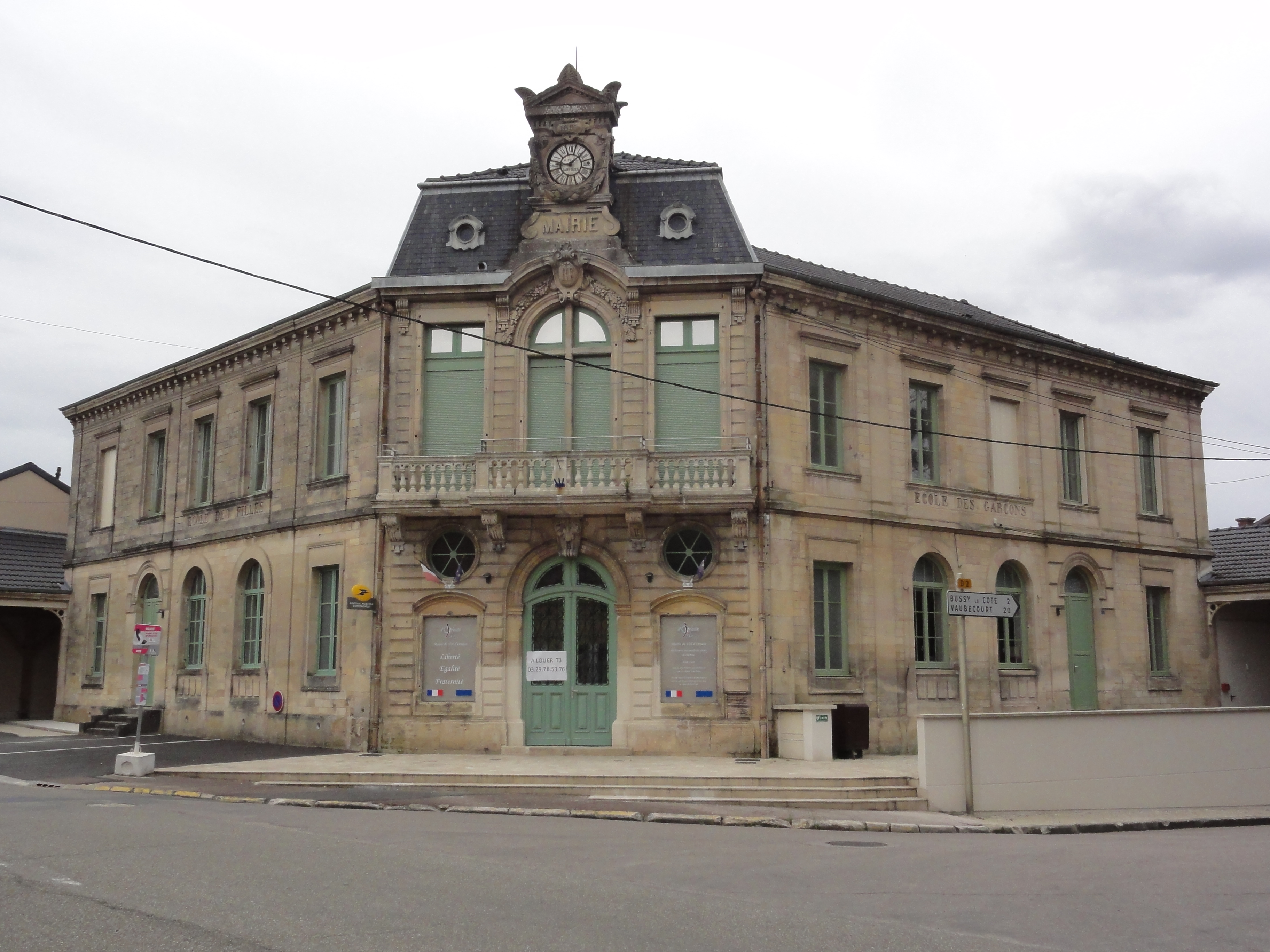
Ehemaliges Rathaus- und Schulgebäude in Val-d’Ornain (2016)

Das ehemalige Rathaus- und Schulgebäude in Mussey, einem Ortsteil der französischen Gemeinde Val-d’Ornain im Département Meuse in der Region Grand Est, wurde 1883 errichtet. 
Der Gemeinderat von Mussey beschloss im Jahr 1880 ein Rathaus zu bauen und gleichzeitig die beiden zu klein gewordenen Schulgebäude zu ersetzen. Das neue Rathaus vereinigt die Mädchenschule im linken Bautrakt, das Rathaus in der Mitte und die Jungenschule im rechten Bautrakt.
Das zweigeschossige Gebäude aus Werksteinmauerwerk mit Eckquaderung und Fensterrahmungen ist ein repräsentatives Bauwerk, das nach Plänen des Architekten Médard errichtet wurde. Über dem Ratssaal im Obergeschoss mit drei großen Fenstern und Balkon ist ein Türmchen mit Uhr vorhanden. Der ursprüngliche Dachreiter mit Glocke wurde im 20. Jahrhundert entfernt.